# Nico Brandenburger
Nico Steven Brandenburger (Berlin, 1995. január 17. –) német utánpótlás-válogatott labdarúgó, jelenleg a Borussia Mönchengladbach játékosa. A 2012-es U17-es labdarúgó-Európa-bajnokságon részvevő német U17-es labdarúgó válogatott tagja volt.

## Statisztika
2014. augusztus 25. szerint.
| Klub információ             | Klub információ             | Klub információ             | Bajnokság | Bajnokság | Kupa      | Kupa      | UEFA  | UEFA | Összesen | Összesen |
| Szezon                      | Klub                        | Bajnokság                   | Mérk.     | Gól       | Mérk.     | Gól       | Mérk. | Gól  | Mérk.    | Gól      |
| Németország                 | Németország                 | Németország                 | Bajnokság | Bajnokság | DFB-Pokal | DFB-Pokal | UEFA  | UEFA | Összesen | Összesen |
| --------------------------- | --------------------------- | --------------------------- | --------- | --------- | --------- | --------- | ----- | ---- | -------- | -------- |
| 2012–13                     | Mönchengladbach II          | Regionalliga West           | 1         | 0         | 0         | 0         | —     | —    | 1        | 0        |
| 2013–14                     | Mönchengladbach II          | Regionalliga West           | 27        | 0         | 0         | 0         | —     | —    | 27       | 0        |
| 2014–15                     | Mönchengladbach II          | Regionalliga West           | 24        | 3         | 0         | 0         | —     | —    | 24       | 3        |
| Összesen Mönchengladbach II | Összesen Mönchengladbach II | Összesen Mönchengladbach II | 52        | 3         | 0         | 0         | 0     | 0    | 52       | 3        |
| 2012–13                     | Mönchengladbach             | Bundesliga                  | 0         | 0         | 0         | 0         | 0     | 0    | 0        | 0        |
| 2013–14                     | Mönchengladbach             | Bundesliga                  | 0         | 0         | 0         | 0         | 0     | 0    | 0        | 0        |
| 2014–15                     | Mönchengladbach             | Bundesliga                  | 0         | 0         | 0         | 0         | 0     | 0    | 0        | 0        |
| Összesen Mönchengladbach    | Összesen Mönchengladbach    | Összesen Mönchengladbach    | 0         | 0         | 0         | 0         | 0     | 0    | 0        | 0        |
| Karrier teljesítménye       | Karrier teljesítménye       | Karrier teljesítménye       | 52        | 3         | 0         | 0         | 0     | 0    | 52       | 3        |

## Sikerei, díjai
- Németország U17
  - U17-es labdarúgó-Európa-bajnokság ezüstérmes: 2012